# Bekir Türkgeldi
Bekir Türkgeldi (* 1. April 1935 in Prizren, SFR Jugoslawien, heute Kosovo; † Oktober 2013) war ein türkischer Fußballspieler. 

## Karriere
Bekir Türkgeldi begann seine Karriere bei Şeker Hilal. Der Abwehrspieler spielte dort bis 1962. Vor Beginn der Saison 1962/63 wechselte er zum Ligakonkurrenten Altay İzmir. Wie zuvor bei Şeker Hilal gehörte Türkgeldi zur Stammmannschaft. Bei Altay blieb er ebenfalls drei Jahre und wechselte im Sommer 1965 zu Galatasaray Istanbul.
Im Trikot der Gelb-Roten gewann Türkgeldi in seiner ersten Saison den türkischen Pokal. Drei Jahre später gewann er mit Galatasaray die türkische Meisterschaft und beendete daraufhin seine Karriere.

## Erfolge
Galatasaray Istanbul
- Türkischer Fußballpokal: 1966
- Türkischer Meister: 1969